# Supercoppa d'Islanda 2007
La Meistarakeppni karla 2007 è  stata la 36ª edizione di tale competizione. Si è disputata il 6 maggio 2007 nella città di Hafnarfjörður. A contendersi il trofeo sono l'FH Hafnarfjörður vincitore del campionato che il Keflavik, trionfatore nella coppa nazionale.
Ad aggiudicarsi il trofeo è stato l'FH Hafnarfjörður.

## Tabellino
| Arbitro: | Kristinn Jakobsson |

|                  |           |  |
| Gunnlaugsson 10’ | Marcatori |  |